# Vikingen (motorbåt)
Vikingen var en fritidsmotorbåt från 1904, som ritades av Carl Gustaf Pettersson och byggdes på Reversators varv på Ramsö. 
Vikingen var den första motorbåt, som konstruerades av C G Pettersson. Den vann första pris i sin klass på motorbåtstävlingar i Kiel 1904, med C G Pettersson själv som förare. Åren 1904–1905 vann hon totalt fem motorbåtstävlingar.